# Trichopria crassiclava
Trichopria crassiclava är en stekelart som beskrevs av Jean-Jacques Kieffer 1911. Trichopria crassiclava ingår i släktet Trichopria, och familjen hyllhornsteklar. Arten är reproducerande i Sverige.